# Ville-en-Selve
Ville-en-Selve és un municipi francès, situat al departament del Marne i a la regió del Gran Est. L'any 2007 tenia 287 habitants.

## Demografia

### Població
El 2007 la població de fet de Ville-en-Selve era de 287 persones. Hi havia 112 famílies, de les quals 20 eren unipersonals (4 homes vivint sols i 16 dones vivint soles), 48 parelles sense fills, 36 parelles amb fills i 8 famílies monoparentals amb fills.
La població ha evolucionat segons el següent gràfic:
Habitants censats

### Habitatges
El 2007 hi havia 124 habitatges, 109 eren l'habitatge principal de la família, 11 eren segones residències i 4 estaven desocupats. 119 eren cases i 3 eren apartaments. Dels 109 habitatges principals, 102 estaven ocupats pels seus propietaris, 5 estaven llogats i ocupats pels llogaters i 2 estaven cedits a títol gratuït; 2 tenien dues cambres, 3 en tenien tres, 15 en tenien quatre i 89 en tenien cinc o més. 91 habitatges disposaven pel capbaix d'una plaça de pàrquing. A 33 habitatges hi havia un automòbil i a 75 n'hi havia dos o més.

### Piràmide de població
La piràmide de població per edats i sexe el 2009 era:
| Homes | Edats   | Dones |
| ----- | ------- | ----- |
| 0     | 95 o +  | 0     |
| 0     | 90 a 94 | 0     |
| 0     | 85 a 89 | 0     |
| 0     | 80 a 84 | 0     |
| 0     | 75 a 79 | 0     |
| 8     | 70 a 74 | 4     |
| 4     | 65 a 69 | 8     |
| 16    | 60 a 64 | 4     |
| 8     | 55 a 59 | 16    |
| 20    | 50 a 54 | 12    |
| 16    | 45 a 49 | 12    |
| 4     | 40 a 44 | 16    |
| 4     | 35 a 39 | 16    |
| 16    | 30 a 34 | 4     |
| 0     | 25 a 29 | 8     |
| 12    | 20 a 24 | 12    |
| 0     | 15 a 19 | 12    |
| 8     | 10 a 14 | 16    |
| 4     | 5 a 9   | 16    |
| 8     | 0 a 4   | 12    |

## Economia
El 2007 la població en edat de treballar era de 200 persones, 141 eren actives i 59 eren inactives. De les 141 persones actives 134 estaven ocupades (67 homes i 67 dones) i 7 estaven aturades (4 homes i 3 dones). De les 59 persones inactives 21 estaven jubilades, 25 estaven estudiant i 13 estaven classificades com a «altres inactius».

### Ingressos
El 2009 a Ville-en-Selve hi havia 112 unitats fiscals que integraven 271 persones, la mediana anual d'ingressos fiscals per persona era de 32.947 €.

### Activitats econòmiques
Dels 7 establiments que hi havia el 2007, 1 era d'una empresa de construcció, 2 d'empreses de comerç i reparació d'automòbils, 1 d'una empresa d'hostatgeria i restauració i 3 d'empreses de serveis.
L'únic servei als particulars que hi havia el 2009 era un guixaire pintor.

## Poblacions més properes
El següent diagrama mostra les poblacions més properes.